# Rio Savegre
Le Rio Savegre est un cours d'eau du Costa Rica, situé dans la région du Pacifique.
À sa source, dans le Cerro de la Muerte, Cordillère de Talamanca, à 3 491 mètres d'altitude, il prend le nom de Quebrada Providencia, puis de River Division. Il traverse 4 cantons : Dota, Tarrazú, Perez Zeledon et Quepos.

## Environnement
La rivière Savegre est un cordon biologique reliant la Cordillère centrale au Pacifique et est considérée comme l'une des rivières les plus « propres » du pays. 
Il a été identifié 47 écosystèmes différents, protégés par le Parc national Los Quetzales et le Parc national Manuel Antonio. 
Le cours d'eau et ses alentours font l'objet d'une réserve de biosphère de l'Unesco depuis juin 2017. 

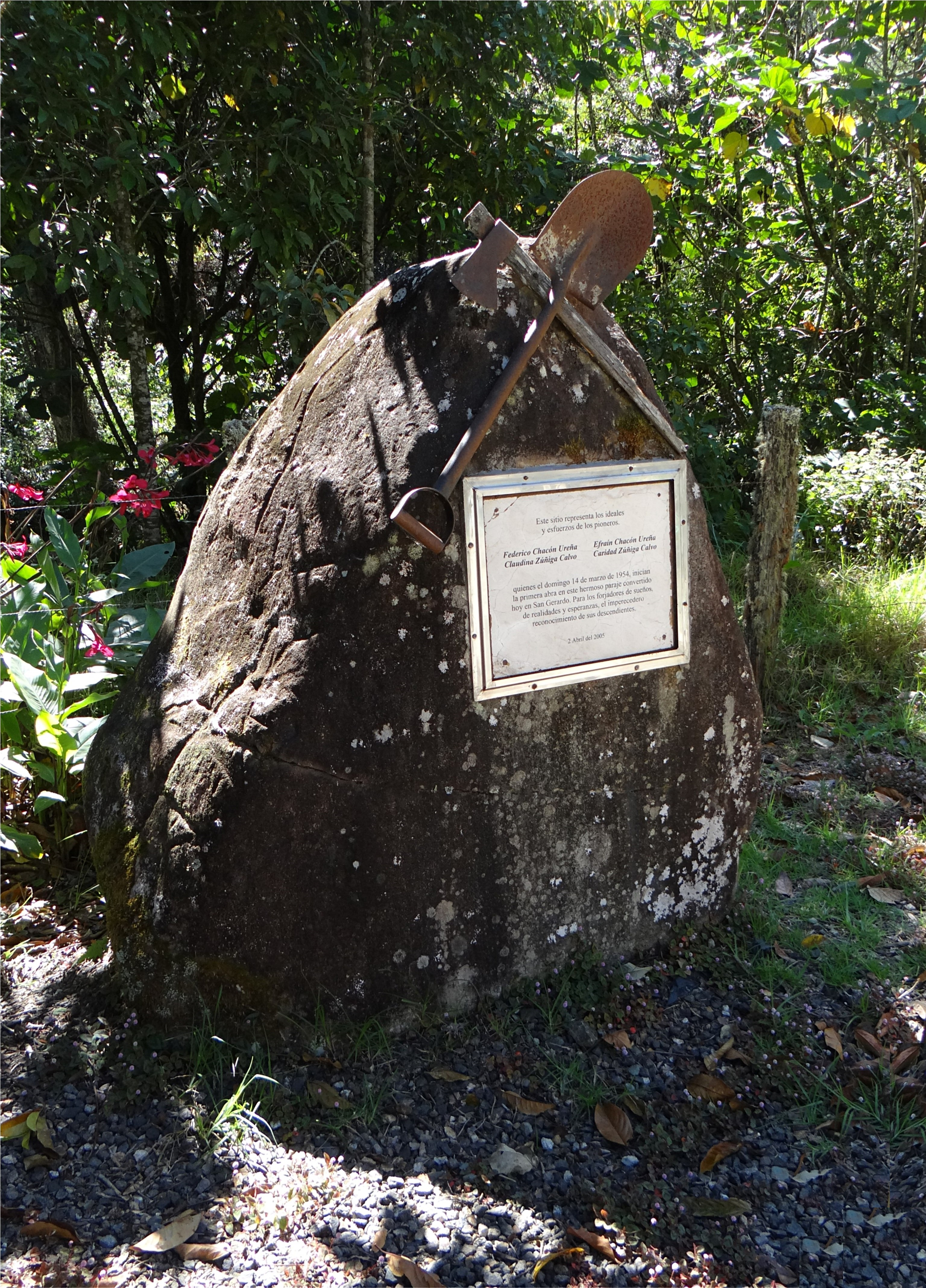
Monument aux pionniers à San Gerardo de Dota, sur le bord de la rivière

## Activités du bassin
La région a un grand potentiel touristique de type rural, axé sur l'écologie et les loisirs.  
Les principales cultures sont le palmier, le riz, le maïs, les haricots et le café.
La partie supérieure du bassin, produit également pommes, mûres, prunes et pêches.
L'élévage de la truite (introduit dans la rivière par les premiers colons de la région), dont la production est très liée à l'industrie du tourisme, se développe.  
La région, riche en rapides, cascades et en parcs nationaux, de nombreux hôtels locaux proposent des activités d'aventure : le rafting, la canopée en tyrolienne et la randonnée.  Au fond du bassin, la rivière se jette dans le parc national Manuel Antonio, le deuxième du pays le plus visité et l'un des plus reconnus au niveau international. 

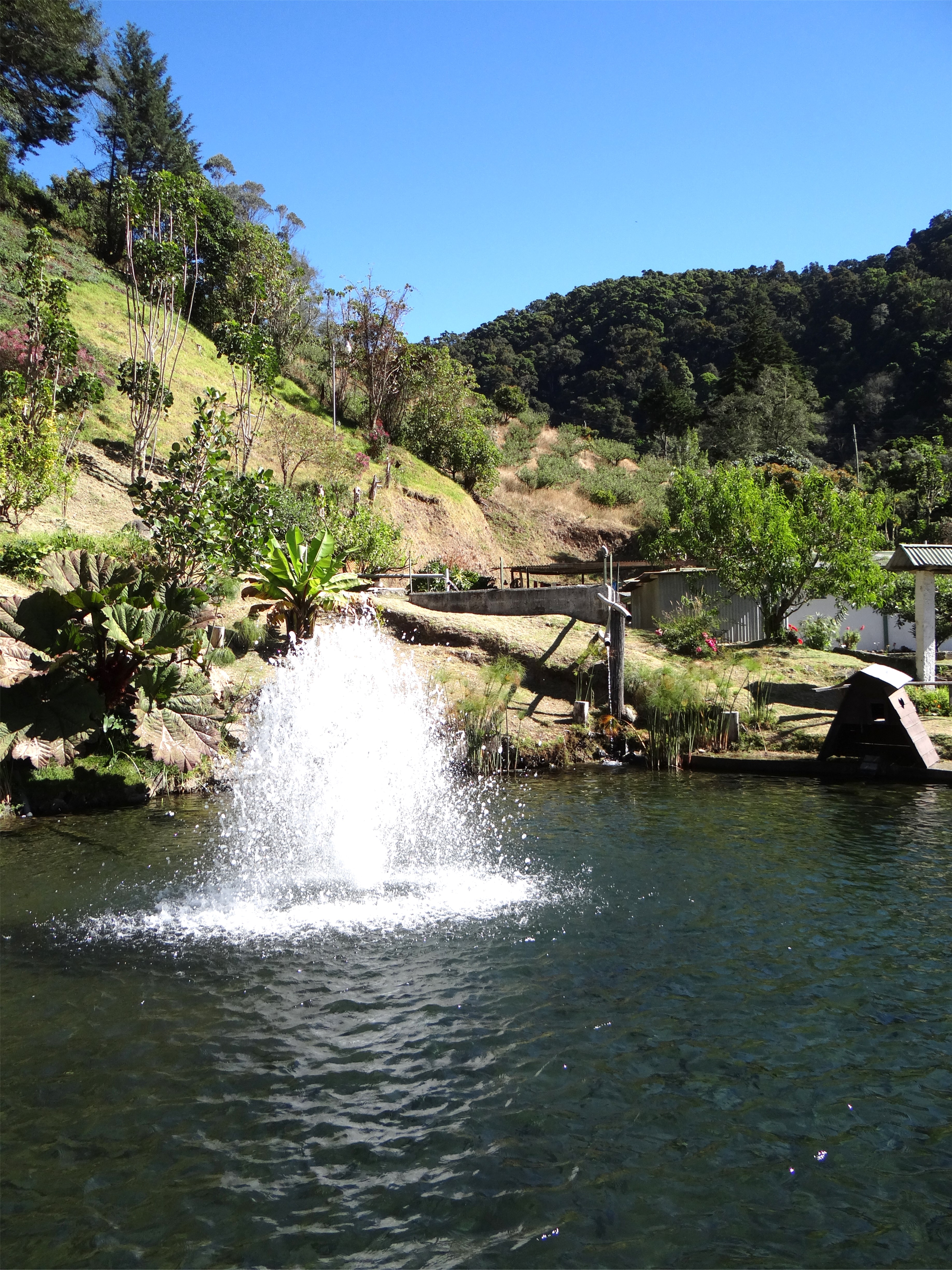
Élevage de truites à San Gerardo de Dota
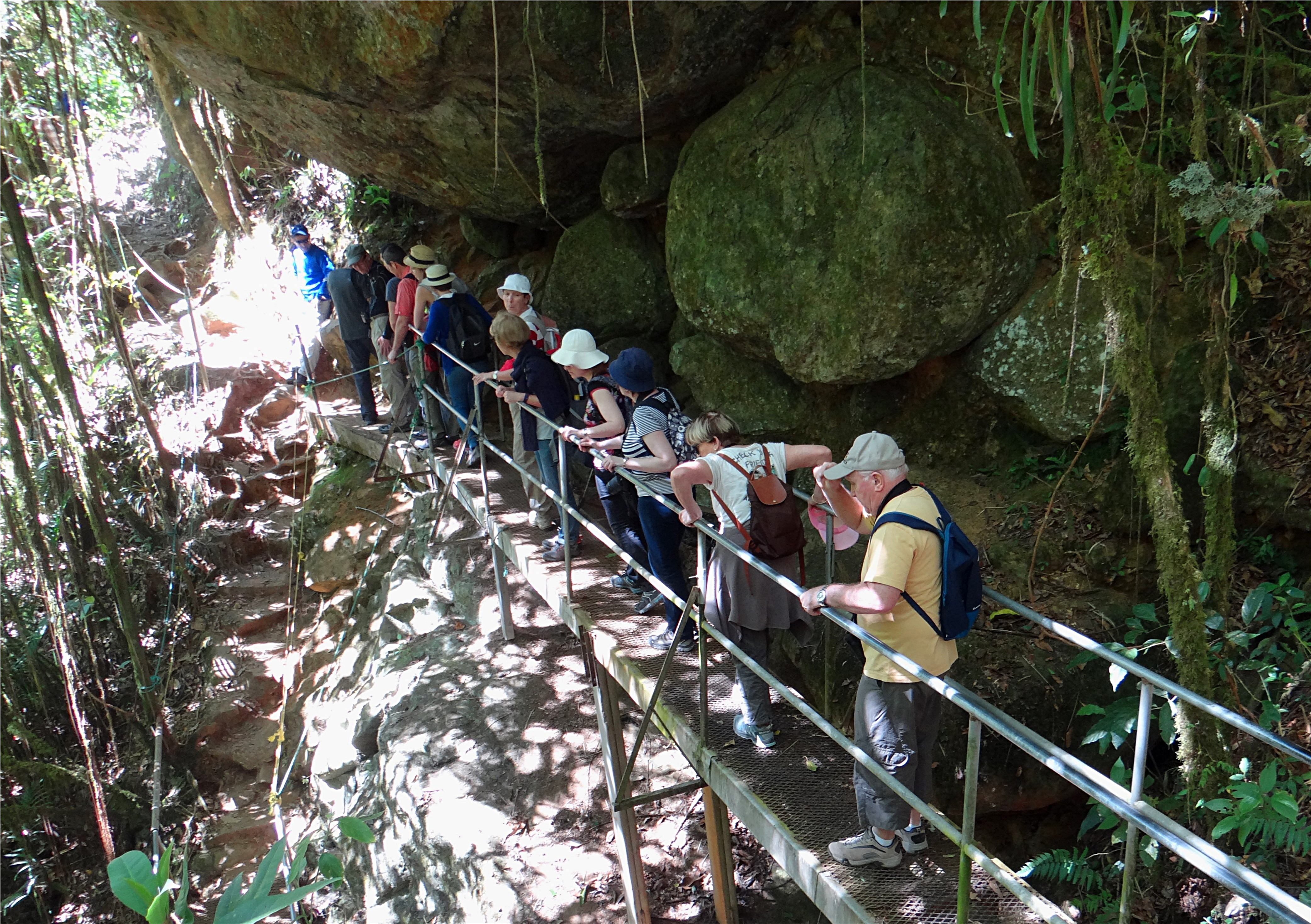
Randonneurs sur les bords du rio Savegre près de San Gerardo de Dota